# اووه شولتن-بامر
اووه شولتن-بامر (زادهٔ ۱۴ ژانویهٔ ۱۹۲۶-درگذشتهٔ ۲۸ اکتبر ۲۰۱۴ میلادی) با نام مستعار «در دکر» (به معنی دکتر) یک سوارکار پرش با اسب و درساژ بود که به دلیل آموزش به نیکول اوفوف و ایزابل ورت شهرت جهانی یافت. هر یک از این دو سوارکار به ترتیب ۴ و ۵ مدال طلای المپیک را در بخش درساژ انفرادی و تیمی به دست آورده‌اند.

## اوایل زندگی
اووه شولتن-بامر در کتویگ شهر اسن به دنیا آمد. وی پسر یک کشاورز بود که در اوایل زندگیش به اسب‌ها علاقه‌مند شد. او به قشو کردن و تیمار اسب‌ها در مرکز سوارکاری که نزدیک مدرسه اش بود می‌پرداخت. بعدها او سوارکاری را در همان‌جا آموخت. در دوران خدمت سربازیش او در نیروی دریایی بود و در روزهای شنبه اسب فرماندهانش را می‌راند. پس از جنگ جهانی دوم و در سال ۱۹۵۲ او با اسبی به نام سنتا در بازی‌های پرش با اسب چیو آخن شرکت کرد. پس از آن او یک اسب جندر به نام گلادسپیل بدست آورد و با آن توسط مربی سرشناس درساژ فریتز تمپلمن آموزش دید و بعد از آن آموزش دیگر سوارکاران پرداخت.